# Naissance en 988
Naissance
- 984
- 985
- 986
- 987
- 988
- 989
- 990
- 991
- 992

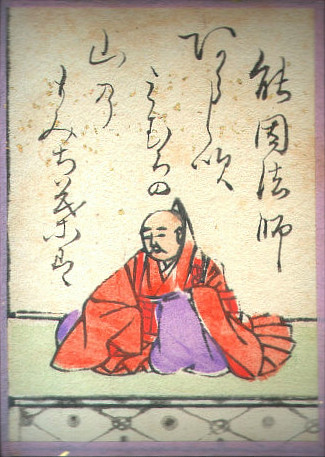
Nōin né en 988.

Cette page dresse une liste de personnalités nées au cours de l'année 988  :
- Ali ibn Ridwan, médecin, un astrologue et un astronome égyptien.
- Minamoto no Yoriyoshi, un des chefs du clan Minamoto.
- Nōin, poète et moine japonais du milieu de l'époque de Heian.
- Fujiwara no Shōshi, aussi connue sous le nom Jōtōmon-in, impératrice du Japon.
- Tillopāda, auteur du Dohākoṣa, recueil de dohā, texte apabhraṃśa de l'école Sahajayāna, secte bouddhique tantrique, développée au Bengale et ultérieurement propagée au Tibet[1].

date incertaine (vers 988)
- Mathilde de Souabe, ou Mathilde de Souabe-Wetterau, noble du duché de Lorraine.

## Crédit d'auteurs
- Cet article est partiellement ou en totalité issu de l'article intitulé « 988 » (voir la liste des auteurs).